# Димакопулос, Иоаннис
Иоаннис Димакопулос (греч.  Ιωάννης Δημακόπουλος; 10 января 1833, Витина, Аркадия Греческое королевство — 9 ноября 1866, Аркади Османский Крит) — греческий офицер и революционер XIX века. 
Своей героической смертью связал своё имя с событием, которое с 1866 года в греческой историографии и литературе именуется Холокост Аркади.

## Молодость
Димакопулос родился в селе Витина в Аркадии 10 января 1833 года. 
По другим источникам он родился 20 марта 1835 года. 
Его отец, Константинос Димакопулос, был участником Освободительной войны (1821-1829), а затем офицером Греческого королевства
По окончании гимназии, в 1854 году, Димакопулос добровольцем принял участие в вызванном Крымской войной восстании греческого населения в остававшейся под османским контролем Фессалии. 
16 января 1856 года вступил добровольцем в регулярную греческую армию. 
18 января 1863 года был повышен в звание второго лейтенанта 
Незадолго до начала Критского восстания 1866 года служил адъютантом Геннеоса Колокотрониса. 
В 1866 году отправился на Крит, следуя, вместе с другими младшими офицерами, за полковником Паносом Коронеосом, где высадился 24 сентября.

## Холокост Аркади

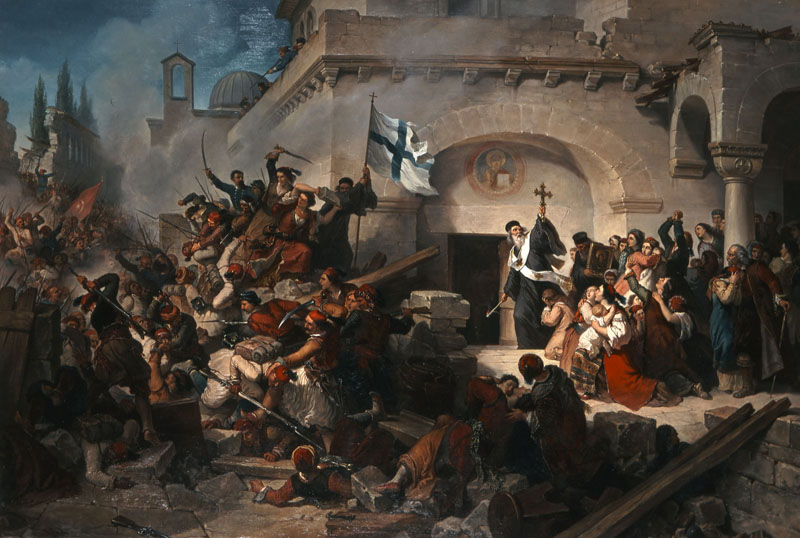
Художник Джузеппе Лоренцо Гаттери (1829—1884): «Холокост Аркади»

Добровольцы из Греческого королевства, под командованием Коронеоса подошли к монастырю Аркади, которому угрожали турки. 
Полковник Панос Коронеос был опытным офицером, был участником Крымской войны, воюя на стороне российской армии, в составе добровольческого Греческого легиона. 
Коронеос оценил обстановку на месте и пришёл к заключению, что с располагаемыми силами защитить монастырь не представляется возможным и что монастырь следует оставить. 
Свою позицию он изложил на военном совете, состоявшемся в монастыре. 
Однако игумен Гавриил Маринакис, вместе с другими монахами и критским военачальником Георгием Даскалакисом не согласились с предложением Коронеоса. 
Одновременно они отвергли предложение Коронеоса уничтожить конюшни и мельницу, которые могли облегчить задачу туркам в ожидаемой осаде. Историки сходятся в мнении, что предложение Коронеоса было правильным, а его неисполнение Гавриилом было ошибкой. 
Коронеос ушёл, оставив в монастыре 40 добровольцев из Греческого королевства, под командованием лейтенанта Иоанниса Димакопулоса, одновременно назначив Димакопулоса комендантом гарнизона. 
6 ноября монастырь был окружён 15 тысячами турок, албанцев, египтян и местных мусульман. 
За оградой монастыря находились 950 православных греков, из которых около 250-300 были вооружены. Остальные были детьми и безоружными женщинами и стариками. 
Турки пошли на приступ через 2 дня. Игумен воодушевлял защитников монастыря и сам принимал участие в бою. Последние защитники монастыря продержались до 9 ноября, после чего, как пишет английский историк Д. Дакин, «взорвали пороховые погреба, также как это сделали защитники Месолонгиона 40 годами раннее», приняв героическую смерть и отправив на тот свет десятки наседавших турок. 
Несколько человек из выживших свидетельствовали, что Димакопулос с несколькими своими бойцами оставался живым после взрыва порохового погреба, продолжал сражаться и был заколот штыками.